# アリアナ (チュニジア)
アリアナ（アラビア語：أريانة）はチュニジア北東部のアリアナ県の県都。2014年の人口は約11.4万人。首都圏（大チュニス）に含まれる。座標は北緯36度51分45秒 東経10度11分44秒 / 北緯36.86250度 東経10.19556度。

## 歴史
435年〜534年、ヴァンダル王国が統治した。彼らが信仰するアリウス派がアリアナの語源である。
983年〜1148年、ズィール朝が統治した。
1229年〜1574年、ハフス朝が統治した。アル・ムスタンシル王時代に、セファルディム（南欧に定住したユダヤ人）やアンダルシアのムスリムが住み始めた。彼らは13世紀にチュニジアに避難して来た。

## 写真
- エッサラム・モスク